# 1901年香港
|        | 香港歷史 \| 香港歷史年表                                                                                                   |
| 世紀： | 19世紀香港 \| 20世紀香港 \| 21世紀香港                                                                                     |
| 年代： | 1870年代香港 \| 1880年代香港 \| 1890年代香港 \| 1900年代香港 \| 1910年代香港 \| 1920年代香港 \| 1930年代香港               |
| 年份： | 1897年香港 \| 1898年香港 \| 1899年香港 \| 1900年香港 \| 1901年香港 \| 1902年香港 \| 1903年香港 \| 1904年香港 \| 1905年香港 |
| 紀年： | 辛丑年（牛年）、香港開埠60周年                                                                                             |

## 大事記
- 1月10日，香港興中會領袖楊衢雲於中環結志街52號2樓寓所（其私塾）內被清廷派出之刺客陳林開槍行弒，並於翌日傷重死亡，終年40歲。[1]
- 3月，中國日報社址由中環士丹利街遷至上環永樂街。
- 4月1日，當局頒佈《房屋捐稅條例》。
- 5月31日，潔淨局舉行會議，決定全面洗刷屋宇及滅鼠。[1]
- 5月，香港大旱，所有水塘均乾涸，港府擬設水表來限制水，後因華人反對未成。[1]
- 7月，清廷醇親王載灃訪港。[1]
- 8月14日，中環閣麟街32及34號兩間房屋突然坍塌，釀成43人喪生[2]。
- 9月15日，李紀堂、洪全福等在香港謝纘泰家中策劃廣州起義。[1]
- 10月，上環樓梯街美華公理會會堂落成啟用。
- 11月18日：
  - 東華醫院傳染病院在堅尼地城奠基。
  - 數百名華人婦女派代表至總登記官署，反對港府強行洗刷屋宇政策。[1]
- 12月16日，香港基督教青年會成立。
- 本年：
  - 疫症再次流行，死亡率甚高。[1]
  - 英廷規定將香港承擔防禦軍費增至年收入的20%。[1]
  - 港府官員共715人。[1]
  - 太古洋行撥款80萬英鎊，準備於1902年建造太古船塢。[1]
  - 頒佈《公共衛生條例》及《稅餉條例》。
  - 舉行戶口調查。
  - 臺灣銀行在港設立分行。
  - 中華基督教香港浸信自理會成立，並建新會堂。
  - 頒佈《美術及印刷條例》。
  - 頒佈《公民上訴英大理院手續及受託人條例》。
  - 灣仔錫克教廟落成。
  - 擴建域多利監獄，增設78間單獨囚禁監房。[1]
  - 西貢建造警署。
  - 政府財政收入為421萬，支出411萬。[1]
  - 總人口為300,600人，外國人佔20,096名。[1]

## 出生人物
- 3月21日－鄧肇堅爵士，著名香港商人及慈善家。

## 逝世人物
- 1月11日，楊衢雲（40歲），前興中會會長，遭槍殺。
- 8月27日，鄭士良（38歲），反清秘密組織三合會領袖，病故。